# Salve Regina

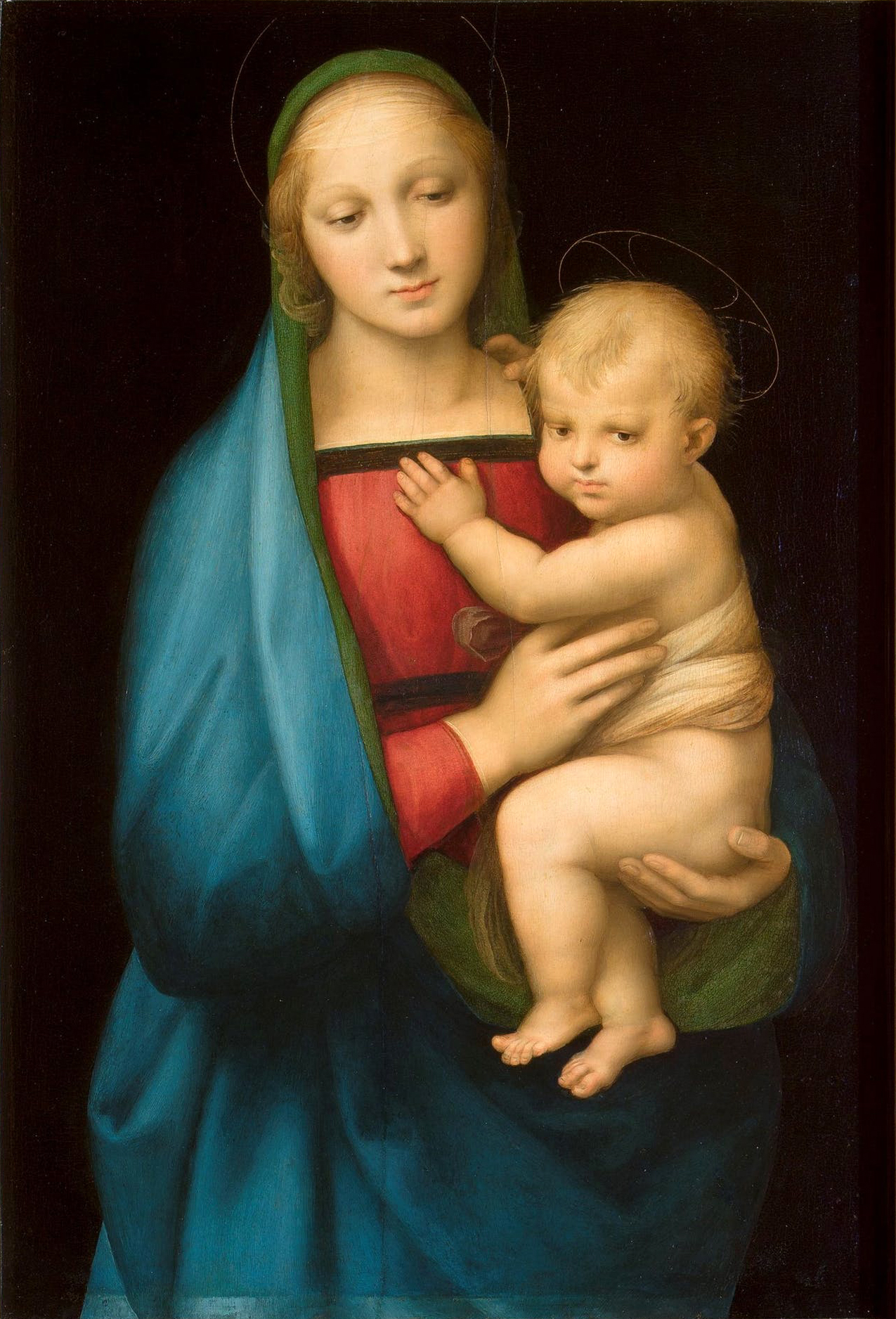
Rafael Santi, Madonna di Granduca, 1504

Salve Regina (łac. Witaj Królowo lub Cześć Królowej) – antyfona ku czci Najświętszej Maryi Panny, śpiewana w Kościele katolickim od dnia Najświętszej Trójcy (niedziela po Zesłaniu Ducha Świętego) aż do Adwentu. Antyfona ta kończy również modlitwę różańcową i jest często używana w czasie pogrzebów. Autorstwo łacińskiego oryginału przypisywane jest św. Hermanowi z Reichenau. Według tradycji bł. Sadok i pozostali Sandomierscy Dominikańscy Męczennicy śpiewali tę pieśń w trakcie śmierci. W Sandomierzu jedno ze wzgórz i ulica noszą nazwę Salve Regina.

## Wersja łacińska
Salve Regína, Máter misericórdiae,
víta, dulcédo, et spes nóstra, sálve!
Ad te clamámus
éxsules fílii Hévae,
Ad te suspirámus, geméntes et fléntes
in hac lacrimárum válle.
Eia, ergo, advocáta nóstra, 
íllos túos misericórdes óculos ad nos convérte.
Et Jésum, benedíctum frúctum véntris túi,
nóbis post hoc exsílium osténde.
O clémens, o pía, o dúlcis Vírgo María.

## Tłumaczenie
Witaj Królowo, Matko Miłosierdzia, 
życie, słodyczy i nadziejo nasza, witaj! 
Do Ciebie wołamy 
wygnańcy, synowie Ewy, 
do Ciebie wzdychamy jęcząc i płacząc 
na tym łez padole. 
Przeto, Orędowniczko nasza, 
one miłosierne oczy Twoje na nas zwróć, 
a Jezusa, błogosławiony owoc żywota Twojego, 
po tym wygnaniu nam okaż. 
O łaskawa, o litościwa, o słodka Panno Maryjo!